# Premier League 2021/2022
Premier League 2021/2022 var den 30:e säsongen av Premier League, Englands högsta division i fotboll för herrar. Säsongen inleddes den 13 augusti 2021 och avslutades den 22 maj 2022. Manchester City var försvarande mästare medan Norwich City, Watford och Brentford var nya lag för säsongen.
Manchester City blev Premier League-mästare för sjätte gången och engelska mästare för totalt åttonde gången. Det var klubbens fjärde titel på fem år och de säkrade ligasegern under säsongens avslutningsdag efter att vänt ett 0–2-underläge till 3–2 mot Aston Villa.

## Lag
Arsenal

Brentford

Chelsea

Crystal Palace

Tottenham Hotspur

West Ham United
Aston Villa

Wolverhampton Wanderers

### Arenor
| Lag                     | Ort           | Arena                       | Kapacitet |
| ----------------------- | ------------- | --------------------------- | --------- |
| Arsenal                 | London        | Emirates Stadium            | 60 704    |
| Aston Villa             | Birmingham    | Villa Park                  | 42 682    |
| Brentford               | London        | Brentford Community Stadium | 17 250    |
| Brighton & Hove Albion  | Brighton      | Falmer Stadium              | 31 800    |
| Burnley                 | Burnley       | Turf Moor                   | 21 944    |
| Chelsea                 | London        | Stamford Bridge             | 40 834    |
| Crystal Palace          | London        | Selhurst Park               | 25 486    |
| Everton                 | Liverpool     | Goodison Park               | 39 414    |
| Leeds United            | Leeds         | Elland Road                 | 37 791    |
| Leicester City          | Leicester     | King Power Stadium          | 32 312    |
| Liverpool               | Liverpool     | Anfield                     | 53 394    |
| Manchester City         | Manchester    | Etihad Stadium              | 55 017    |
| Manchester United       | Manchester    | Old Trafford                | 74 140    |
| Newcastle United        | Newcastle     | St James' Park              | 52 305    |
| Norwich City            | Norwich       | Carrow Road                 | 27 244    |
| Southampton             | Southampton   | St Mary's Stadium           | 32 284    |
| Tottenham Hotspur       | London        | Tottenham Hotspur Stadium   | 62 850    |
| Watford                 | Watford       | Vicarage Road               | 22 200    |
| West Ham United         | London        | London Stadium              | 60 000    |
| Wolverhampton Wanderers | Wolverhampton | Molineux Stadium            | 32 050    |

### Klubbinformation
| Lag                     | Tränare          | Kapten              | Ställtillverkare | Tröjsponsor        |
| ----------------------- | ---------------- | ------------------- | ---------------- | ------------------ |
| Arsenal                 | Mikel Arteta     | Alexandre Lacazette | Adidas           | Fly Emirates       |
| Aston Villa             | Steven Gerrard   | Tyrone Mings        | Kappa            | Cazoo              |
| Brentford               | Thomas Frank     | Pontus Jansson      | Umbro            | Hollywoodbets      |
| Brighton & Hove Albion  | Graham Potter    | Lewis Dunk          | Nike             | American Express   |
| Burnley                 | Mike Jackson     | Ben Mee             | Umbro            | Spreadex Sports    |
| Chelsea                 | Thomas Tuchel    | César Azpilicueta   | Nike             | 3                  |
| Crystal Palace          | Patrick Vieira   | Luka Milivojević    | Puma             | W88                |
| Everton                 | Frank Lampard    | Séamus Coleman      | Hummel           | Cazoo              |
| Leeds United            | Jesse Marsch     | Liam Cooper         | Adidas           | SBOTOP             |
| Leicester City          | Brendan Rodgers  | Kasper Schmeichel   | Adidas           | FBS                |
| Liverpool               | Jürgen Klopp     | Jordan Henderson    | Nike             | Standard Chartered |
| Manchester City         | Pep Guardiola    | Fernandinho         | Puma             | Etihad Airways     |
| Manchester United       | Ralf Rangnick    | Harry Maguire       | Adidas           | TeamViewer         |
| Newcastle United        | Eddie Howe       | Jamaal Lascelles    | Castore          | FUN88              |
| Norwich City            | Dean Smith       | Grant Hanley        | Joma             | Lotus Cars         |
| Southampton             | Ralph Hasenhüttl | James Ward-Prowse   | Hummel           | Sportsbet.io       |
| Tottenham Hotspur       | Antonio Conte    | Hugo Lloris         | Nike             | AIA                |
| Watford                 | Roy Hodgson      | Moussa Sissoko      | Kelme            | Stake.com          |
| West Ham United         | David Moyes      | Mark Noble          | Umbro            | Betway             |
| Wolverhampton Wanderers | Bruno Lage       | Conor Coady         | Castore          | ManBetX            |

### Tränarförändringar
| Lag                     | Dåvarande tränare   | Anledning till förändring     | Datum            | Ligaposition | Ny tränare          | Anställningsdatum |
| ----------------------- | ------------------- | ----------------------------- | ---------------- | ------------ | ------------------- | ----------------- |
| Crystal Palace          | Roy Hodgson         | Utgånget kontrakt             | 24 maj 2021      | Försäsong    | Patrick Vieira      | 4 juli 2021       |
| Wolverhampton Wanderers | Nuno Espírito Santo | Avgick i samförstånd          | 24 maj 2021      | Försäsong    | Bruno Lage          | 9 juni 2021       |
| Everton                 | Carlo Ancelotti     | Kontrakterad av Real Madrid   | 1 juni 2021      | Försäsong    | Rafael Benítez      | 30 juni 2021      |
| Tottenham Hotspur       | Ryan Mason          | Tillfälligt kontrakt utgånget | 30 juni 2021     | Försäsong    | Nuno Espírito Santo | 30 juni 2021      |
| Watford                 | Xisco Muñoz         | Avskedad                      | 3 oktober 2021   | 14:e         | Claudio Ranieri     | 4 oktober 2021    |
| Newcastle United        | Steve Bruce         | Avgick i samförstånd          | 20 oktober 2021  | 19:e         | Eddie Howe          | 8 november 2021   |
| Tottenham Hotspur       | Nuno Espírito Santo | Avskedad                      | 1 november 2021  | 8:e          | Antonio Conte       | 2 november 2021   |
| Norwich City            | Daniel Farke        | Avskedad                      | 6 november 2021  | 20:e         | Dean Smith          | 15 november 2021  |
| Aston Villa             | Dean Smith          | Avskedad                      | 7 november 2021  | 15:e         | Steven Gerrard      | 11 november 2021  |
| Manchester United       | Ole Gunnar Solskjær | Avgick i samförstånd          | 21 november 2021 | 7:e          | Ralf Rangnick       | 29 november 2021  |
| Everton                 | Rafael Benítez      | Avskedad                      | 16 januari 2022  | 15:e         | Frank Lampard       | 31 januari 2021   |
| Watford                 | Claudio Ranieri     | Avskedad                      | 24 januari 2022  | 19:e         | Roy Hodgson         | 25 januari 2022   |
| Leeds United            | Marcelo Bielsa      | Avskedad                      | 27 februari 2022 | 16:e         | Jesse Marsch        | 28 februari 2022  |
| Burnley                 | Sean Dyche          | Avskedad                      | 15 april 2022    | 18:e         | Micheal Jackson     | 15 april 2022     |

## Tabeller

### Poängtabell
| Nr | Lag                     | S  | V  | O  | F  | GM | IM | MS  | P  |
| -- | ----------------------- | -- | -- | -- | -- | -- | -- | --- | -- |
| 1  | Manchester City (RM)    | 38 | 29 | 6  | 3  | 99 | 26 | +73 | 93 |
| 2  | Liverpool               | 38 | 28 | 8  | 2  | 94 | 26 | +68 | 92 |
| 3  | Chelsea                 | 38 | 21 | 11 | 6  | 76 | 33 | +43 | 74 |
| 4  | Tottenham Hotspur       | 38 | 22 | 5  | 11 | 69 | 40 | +29 | 71 |
| 5  | Arsenal                 | 38 | 22 | 3  | 13 | 61 | 48 | +13 | 69 |
| 6  | Manchester United       | 38 | 16 | 10 | 12 | 57 | 57 | 0   | 58 |
| 7  | West Ham United         | 38 | 16 | 8  | 14 | 60 | 51 | +9  | 56 |
| 8  | Leicester City          | 38 | 14 | 10 | 14 | 62 | 59 | +3  | 52 |
| 9  | Brighton & Hove Albion  | 38 | 12 | 15 | 11 | 42 | 44 | −2  | 51 |
| 10 | Wolverhampton Wanderers | 38 | 15 | 6  | 17 | 38 | 43 | −5  | 51 |
| 11 | Newcastle United        | 38 | 13 | 10 | 15 | 44 | 62 | −18 | 49 |
| 12 | Crystal Palace          | 38 | 11 | 15 | 12 | 50 | 46 | +4  | 48 |
| 13 | Brentford (U)           | 38 | 13 | 7  | 18 | 48 | 56 | −8  | 46 |
| 14 | Aston Villa             | 38 | 13 | 6  | 19 | 52 | 54 | −2  | 45 |
| 15 | Southampton             | 38 | 9  | 13 | 16 | 43 | 67 | −24 | 40 |
| 16 | Everton                 | 38 | 11 | 6  | 21 | 43 | 66 | −23 | 39 |
| 17 | Leeds United            | 38 | 9  | 11 | 18 | 42 | 79 | −37 | 38 |
| 18 | Burnley                 | 38 | 7  | 14 | 17 | 34 | 53 | −19 | 35 |
| 19 | Watford (U)             | 38 | 6  | 5  | 27 | 34 | 77 | −43 | 23 |
| 20 | Norwich City (U)        | 38 | 5  | 7  | 26 | 23 | 84 | −61 | 22 |

Regler för fastställande av placering: 1) Poäng; 2) Målskillnad; 3) Gjorda mål; 4) Om mästaren, nedflyttade lag eller lag kvalificerade för Uefa-turneringar inte kan skiljas åt med regler 1 till 3, appliceras regler 4.1 till 4.3 – 4.1) Poäng tagna i inbördes möten mellan aktuella klubbar; 4.2) Gjorda bortamål i inbördes möten mellan aktuella klubbar; 4.3) Playoffs

### Resultattabell
| Hemma \ Borta           | ARS | AVL | BRE | BHA | BUR | CHE | CRY | EVE | LEE | LEI | LIV | MCI | MUN | NEW | NOR | SOU | TOT | WAT | WHU | WOL |
| Arsenal                 | —   | 3–1 | 2–1 | 1–2 | 0–0 | 0–2 | 2–2 | 5–1 | 2–1 | 2–0 | 0–2 | 1–2 | 3–1 | 2–0 | 1–0 | 3–0 | 3–1 | 1–0 | 2–0 | 2–1 |
| Aston Villa             | 0–1 | —   | 1–1 | 2–0 | 1–1 | 1–3 | 1–1 | 3–0 | 3–3 | 2–1 | 1–2 | 1–2 | 2–2 | 2–0 | 2–0 | 4–0 | 0–4 | 0–1 | 1–4 | 2–3 |
| Brentford               | 2–0 | 2–1 | —   | 0–1 | 2–0 | 0–1 | 0–0 | 1–0 | 1–2 | 1–2 | 3–3 | 0–1 | 1–3 | 0–2 | 1–2 | 3–0 | 0–0 | 2–1 | 2–0 | 1–2 |
| Brighton & Hove Albion  | 0–0 | 0–2 | 2–0 | —   | 0–3 | 1–1 | 1–1 | 0–2 | 0–0 | 2–1 | 0–2 | 1–4 | 4–0 | 1–1 | 0–0 | 2–2 | 0–2 | 2–0 | 3–1 | 0–1 |
| Burnley                 | 0–1 | 1–3 | 3–1 | 1–2 | —   | 0–4 | 3–3 | 3–2 | 1–1 | 0–2 | 0–1 | 0–2 | 1–1 | 1–2 | 0–0 | 2–0 | 1–0 | 0–0 | 0–0 | 1–0 |
| Chelsea                 | 2–4 | 3–0 | 1–4 | 1–1 | 1–1 | —   | 3–0 | 1–1 | 3–2 | 1–1 | 2–2 | 0–1 | 1–1 | 1–0 | 7–0 | 3–1 | 2–0 | 0–0 | 1–0 | 2–2 |
| Crystal Palace          | 3–0 | 1–2 | 0–0 | 1–1 | 1–1 | 0–1 | —   | 3–1 | 0–0 | 2–2 | 1–3 | 0–0 | 1–0 | 1–1 | 3–0 | 2–2 | 3–0 | 1–0 | 2–3 | 2–0 |
| Everton                 | 2–1 | 0–1 | 2–3 | 2–3 | 3–1 | 1–0 | 3–2 | —   | 3–0 | 1–1 | 1–4 | 0–1 | 1–0 | 1–0 | 2–0 | 3–1 | 0–0 | 2–5 | 0–1 | 0–1 |
| Leeds United            | 1–4 | 0–3 | 2–2 | 1–1 | 3–1 | 0–3 | 1–0 | 2–2 | —   | 1–1 | 0–3 | 0–4 | 2–4 | 0–1 | 2–1 | 1–1 | 0–4 | 1–0 | 1–2 | 1–1 |
| Leicester City          | 0–2 | 0–0 | 2–1 | 1–1 | 2–2 | 0–3 | 2–1 | 1–2 | 1–0 | —   | 1–0 | 0–1 | 4–2 | 4–0 | 3–0 | 4–1 | 2–3 | 4–2 | 2–2 | 1–0 |
| Liverpool               | 4–0 | 1–0 | 3–0 | 2–2 | 2–0 | 1–1 | 3–0 | 2–0 | 6–0 | 2–0 | —   | 2–2 | 4–0 | 3–1 | 3–1 | 4–0 | 1–1 | 2–0 | 1–0 | 3–1 |
| Manchester City         | 5–0 | 3–2 | 2–0 | 3–0 | 2–0 | 1–0 | 0–2 | 3–0 | 7–0 | 6–3 | 2–2 | —   | 4–1 | 5–0 | 5–0 | 0–0 | 2–3 | 5–1 | 2–1 | 1–0 |
| Manchester United       | 3–2 | 0–1 | 3–0 | 2–0 | 3–1 | 1–1 | 1–0 | 1–1 | 5-1 | 1–1 | 0–5 | 0–2 | —   | 4–1 | 3–2 | 1–1 | 3–2 | 0–0 | 1–0 | 0–1 |
| Newcastle United        | 2–0 | 1–0 | 3–3 | 2–1 | 1–0 | 0–3 | 1–0 | 3–1 | 1–1 | 2–1 | 0–1 | 0–4 | 1–1 | —   | 1–1 | 2–2 | 2–3 | 1–1 | 2–4 | 1–0 |
| Norwich City            | 0–5 | 0–2 | 1–3 | 0–0 | 2–0 | 1–3 | 1–1 | 2–1 | 1–2 | 1–2 | 0–3 | 0–4 | 0–1 | 0–3 | —   | 2–1 | 0–5 | 1–3 | 0–4 | 0–0 |
| Southampton             | 1–0 | 1–0 | 4–1 | 1–1 | 2–2 | 0–6 | 1–2 | 2–0 | 1–0 | 2–2 | 1–2 | 1–1 | 1–1 | 1–2 | 2–0 | —   | 1–1 | 1–2 | 0–0 | 0–1 |
| Tottenham Hotspur       | 3–0 | 2–1 | 2–0 | 0–1 | 1–0 | 0–3 | 3–0 | 5–0 | 2–1 | 3–1 | 2–2 | 1–0 | 0–3 | 5–1 | 3–0 | 2–3 | —   | 1–0 | 3–1 | 0–2 |
| Watford                 | 2–3 | 3–2 | 1–2 | 0–2 | 1–2 | 1–2 | 1–4 | 0–0 | 0–3 | 1–5 | 0–5 | 1–3 | 4–1 | 1–1 | 0–3 | 0–1 | 0–1 | —   | 1–4 | 0–2 |
| West Ham United         | 1–2 | 2—1 | 1–2 | 1–1 | 1–1 | 3–2 | 2–2 | 2–1 | 2–3 | 4–1 | 3–2 | 2–2 | 1–2 | 1–1 | 2–0 | 2–3 | 1–0 | 1–0 | —   | 1–0 |
| Wolverhampton Wanderers | 0–1 | 2–1 | 0–2 | 0–3 | 0–0 | 0–0 | 0–2 | 2–1 | 2–3 | 2–1 | 0–1 | 1–5 | 0–1 | 2–1 | 1–1 | 3–1 | 0–1 | 4–0 | 1–0 | —   |

## Säsongsstatistik

### Skytteliga
| Rank | Spelare           | Klubb             | Mål |
| ---- | ----------------- | ----------------- | --- |
| 1    | Son Heung-min     | Tottenham Hotspur | 23  |
| 1    | Mohamed Salah     | Liverpool         | 23  |
| 3    | Cristiano Ronaldo | Manchester United | 18  |
| 4    | Harry Kane        | Tottenham Hotspur | 17  |
| 5    | Sadio Mané        | Liverpool         | 16  |
| 6    | Kevin De Bruyne   | Manchester City   | 15  |
| 6    | Diogo Jota        | Liverpool         | 15  |
| 6    | Jamie Vardy       | Leicester City    | 15  |
| 9    | Wilfried Zaha     | Crystal Palace    | 14  |
| 10   | Raheem Sterling   | Manchester City   | 13  |

### Assistligan
| Rank | Spelare                | Klubb             | Assist |
| ---- | ---------------------- | ----------------- | ------ |
| 1    | Mohamed Salah          | Liverpool         | 13     |
| 2    | Trent Alexander-Arnold | Liverpool         | 12     |
| 3    | Harvey Barnes          | Leicester City    | 10     |
| 3    | Jarrod Bowen           | West Ham United   | 10     |
| 3    | Mason Mount            | Chelsea           | 10     |
| 3    | Andrew Robertson       | Liverpool         | 10     |
| 7    | Reece James            | Chelsea           | 9      |
| 7    | Harry Kane             | Tottenham Hotspur | 9      |
| 7    | Paul Pogba             | Manchester United | 9      |
| 10   | Michail Antonio        | West Ham United   | 8      |
| 10   | Kevin De Bruyne        | Manchester City   | 8      |
| 10   | Gabriel Jesus          | Manchester City   | 8      |
| 10   | Dejan Kulusevski       | Tottenham Hotspur | 8      |
| 10   | James Maddison         | Leicester City    | 8      |

### Hat-tricks
| Spelare           | För               | Mot                     | Resultat | Datum            |
| ----------------- | ----------------- | ----------------------- | -------- | ---------------- |
| Bruno Fernandes   | Manchester United | Leeds United            | 5–1 (H)  | 14 augusti 2021  |
| Roberto Firmino   | Liverpool         | Watford                 | 5–0 (B)  | 16 oktober 2021  |
| Mason Mount       | Chelsea           | Norwich City            | 7–0 (H)  | 23 oktober 2021  |
| Joshua King       | Watford           | Everton                 | 5–2 (B)  | 23 oktober 2021  |
| Mohamed Salah     | Liverpool         | Manchester United       | 5–0 (B)  | 24 oktober 2021  |
| Jack Harrison     | Leeds United      | West Ham United         | 3–2 (B)  | 16 januari 2022  |
| Raheem Sterling   | Manchester City   | Norwich City            | 4–0 (B)  | 12 februari 2022 |
| Ivan Toney        | Brentford         | Norwich City            | 3–1 (B)  | 5 mars 2022      |
| Cristiano Ronaldo | Manchester United | Tottenham Hotspur       | 3–2 (H)  | 12 mars 2022     |
| Son Heung-min     | Tottenham Hotspur | Aston Villa             | 4–0 (B)  | 9 april 2022     |
| Cristiano Ronaldo | Manchester United | Norwich City            | 3–2 (H)  | 16 april 2022    |
| Gabriel Jesus4    | Manchester City   | Watford                 | 5–1 (H)  | 23 april 2022    |
| Kevin De Bruyne4  | Manchester City   | Wolverhampton Wanderers | 5–1 (B)  | 11 maj 2022      |

Noter
4 Spelaren gjorde 4 mål 
(H) – Hemma 
 (B) – Borta

### Hållna nollor
| Rank | Spelare           | Klubb                   | Hållna nollor |
| ---- | ----------------- | ----------------------- | ------------- |
| 1    | Alisson           | Liverpool               | 20            |
| 1    | Ederson           | Manchester City         | 20            |
| 3    | Hugo Lloris       | Tottenham Hotspur       | 16            |
| 4    | Édouard Mendy     | Chelsea                 | 14            |
| 5    | Aaron Ramsdale    | Arsenal                 | 12            |
| 6    | Vicente Guaita    | Crystal Palace          | 11            |
| 6    | Emiliano Martínez | Aston Villa             | 11            |
| 6    | José Sá           | Wolverhampton Wanderers | 11            |
| 6    | Robert Sánchez    | Brighton & Hove Albion  | 11            |
| 10   | Nick Pope         | Burnley                 | 9             |

### Räddningar
| Rank | Spelare           | Klubb                   | Räddningar |
| ---- | ----------------- | ----------------------- | ---------- |
| 1    | Illan Meslier     | Leeds United            | 143        |
| 2    | Kasper Schmeichel | Leicester City          | 131        |
| 3    | David de Gea      | Manchester United       | 128        |
| 4    | José Sá           | Wolverhampton Wanderers | 121        |
| 4    | Nick Pope         | Burnley                 | 121        |

### Passningar

#### Spelare
| Rank | Spelare         | Klubb           | Passningar |
| ---- | --------------- | --------------- | ---------- |
| 1    | João Cancelo    | Manchester City | 2 951      |
| 2    | Aymeric Laporte | Manchester City | 2 920      |
| 3    | Rodri           | Manchester City | 2 865      |
| 4    | Virgil van Dijk | Liverpool       | 2 646      |
| 5    | Thiago Silva    | Chelsea         | 2 622      |

#### Klubb
| Rank | Klubb             | Passningar |
| ---- | ----------------- | ---------- |
| 1    | Manchester City   | 26 132     |
| 2    | Liverpool         | 23 588     |
| 3    | Chelsea           | 23 178     |
| 4    | Tottenham Hotspur | 19 165     |
| 5    | Manchester United | 19 035     |

### Disciplin

#### Spelare
- Flest gula kort: 11[63]
  -  Junior Firpo (Leeds United)
  -  Tyrone Mings (Aston Villa)
  -  James Tarkowski (Burnley)

- Flest röda kort: 2[64]
  -  Raúl Jiménez (Wolverhampton Wanderers)
  -  Ezri Konsa (Aston Villa)

#### Klubb
- Flest gula kort: 101[65]
  - Leeds United

- Flest röda kort: 6[66]
  - Everton

## Utmärkelser

### Månatliga utmärkelser
| Månad     | Månadens tränare    | Månadens tränare        | Månadens spelare       | Månadens spelare  | Månadens mål        | Månadens mål      | Referens             |
| Månad     | Tränare             | Klubb                   | Spelare                | Klubb             | Spelare             | Klubb             | Referens             |
| --------- | ------------------- | ----------------------- | ---------------------- | ----------------- | ------------------- | ----------------- | -------------------- |
| Augusti   | Nuno Espírito Santo | Tottenham Hotspur       | Michail Antonio        | West Ham United   | Danny Ings          | Aston Villa       | [ 67 ] [ 68 ] [ 69 ] |
| September | Mikel Arteta        | Arsenal                 | Cristiano Ronaldo      | Manchester United | Andros Townsend     | Everton           | [ 70 ] [ 71 ] [ 72 ] |
| Oktober   | Thomas Tuchel       | Chelsea                 | Mohamed Salah          | Liverpool         | Mohamed Salah       | Liverpool         | [ 73 ] [ 74 ] [ 75 ] |
| November  | Pep Guardiola       | Manchester City         | Trent Alexander-Arnold | Liverpool         | Rodri               | Manchester City   | [ 76 ] [ 77 ] [ 78 ] |
| December  | Pep Guardiola       | Manchester City         | Raheem Sterling        | Manchester City   | Alexandre Lacazette | Arsenal           | [ 79 ] [ 80 ] [ 81 ] |
| Januari   | Bruno Lage          | Wolverhampton Wanderers | David de Gea           | Manchester United | Mateo Kovačić       | Chelsea           | [ 82 ] [ 83 ] [ 84 ] |
| Februari  | Eddie Howe          | Newcastle United        | Joël Matip             | Liverpool         | Wilfried Zaha       | Crystal Palace    | [ 85 ] [ 86 ] [ 87 ] |
| Mars      | Mikel Arteta        | Arsenal                 | Harry Kane             | Tottenham Hotspur | Cristiano Ronaldo   | Manchester United | [ 88 ] [ 89 ] [ 90 ] |
| April     | Mike Jackson        | Burnley                 | Cristiano Ronaldo      | Manchester United | Miguel Almirón      | Newcastle United  | [ 91 ] [ 92 ] [ 93 ] |

### Årliga priser
| Pris                                      | Vinnare         | Klubb           |
| ----------------------------------------- | --------------- | --------------- |
| Premier League Player of the Season       | Kevin De Bruyne | Manchester City |
| Premier League Young Player of the Season | Phil Foden      | Manchester City |
| Årets fotbollsspelare i England (FWA)     | Mohamed Salah   | Liverpool       |